# Stazione di Roncegno Bagni-Marter
Stazione di Roncegno Bagni-Marter vasútállomás Olaszországban, Trentino-Alto Adige régióban, Roncegno Terme településen.

## Vasútvonalak
Az állomást az alábbi vasútvonalak érintik:
- Trento–Velence-vasútvonal

## Kapcsolódó állomások
A vasútállomáshoz az alábbi állomások vannak a legközelebb: 
- Stazione di Borgo Valsugana Centro
- Stazione di Levico Terme